# Скотт, Майкл (ирландский писатель)
Майкл Скотт (англ. Michael Scott; 28 сентября 1959, Дублин, Ирландия) — ирландский писатель-фантаст и сценарист, собиратель фольклора.

## Литературная деятельность
Скотт путешествовал по Ирландии в качестве продавца редких и старинных книг, прежде чем начать свою писательскую карьеру. Писательством занимался более 25 лет. В настоящий момент Майкл Скотт является одним из самых успешных и плодовитых авторов в стране. Его творчество охватывает различные жанры, в том числе фэнтези, хоррор, научную фантастику и фольклор. Он пишет как для взрослых, так и для подростков, а его произведения издаются в 37 странах на 20 языках.
Считается[кем?] одним из самых авторитетных специалистов по фольклору кельтских земель. Ему приписывают[кто?] возрождение интереса к кельтской мифологии в середине 1980-х годов. Сборники «Irish Folk & Fairy Tales», «Irish Myths & Legends» и «Irish Ghosts & Hauntings» постоянно переиздаются в течение последних 20 лет, и в настоящее время включены в окончательные и наиболее часто цитируемые работы в данной тематике.
Романы ужасов «Banshee», «Image», «Reflection», «Imp» и «Hallows» (в рус. переводе — «Святыни») считаются классикой жанра и во многом основываются на энциклопедических знаниях фольклора. В США на дилогию Скотта «The Arcana» было опубликовано множество положительных отзывов, в Publishers Weekly заявили, что она «демонстрирует, насколько хорошим может быть фэнтези». «Beloved of the Gods» — новаторское дарк-фэнтези, действие которого происходит в неизведанном мире древней Этрурии до возникновения Римской империи, и «The Merchant Prince» — историческое фэнтези о елизаветинской эпохе в Англии, могут дать представление о широте писательских интересов Майкла Скотта. Недавно[когда?] в ирландском Times его назвали «Королём фэнтези этих островов».   
За «неоценимый вклад в детскую литературу» Майкл Скотт упомянут в почётном издании «Кто есть кто в Ирландии» в качестве одного из 1000 самых значительных ирландцев.

## Сценарная деятельность
Майкл Скотт — опытный сценарист. Он возглавляет драматическое отделение в «Tyrone Productions», создателях «Riverdance». Он писал для театра и кино, а также сценарии документальных фильмов для телевидения, работал над сценариями таких событий, как Специальные Олимпийские игры (в Ирландии в 2002 году) и «Irish Film and Television Awards».
Когда в издательстве «Random House» вышла книга «Алхимик» («The Alchemyst», 2007), затем последовали «Волшебник» («The Magician», 2008) и «Волшебница» («The Sorceress», 2009), студия «New Line Productions» приобрела права для будущей экранизации на целых шесть книг серии, хотя на данный момент опубликовано только четыре. Год выхода последней на данный момент книги совпал с выходом первого романа о приключениях Николя Фламеля на русском языке.

## Книги

### Романы ужасов
- «Banshee»;
- «Image»;
- «Reflection»;
- «Imp»;
- «Hallows» (в рус. переводе — «Святыни»)

### Фэнтези
- The Arcana
- Beloved of the Gods
- The Merchant Prince
- Tales from the Land of Erin 1: A Bright Enchantment (1985) ISBN 0-7221-7643-0; ISBN 978-0-7221-7643-6
- Tales from the Land of Erin 2: A Golden Dream (1985) ISBN 0-7221-7644-9; ISBN 978-0-7221-7644-3
- Tales from the Land of Erin 3: A Silver Wish (1985) ISBN 0-7221-7645-7; ISBN 978-0-7221-7645-0
- The De Danann Tales 1: Windlord (1991) ISBN 0-86327-296-7; ISBN 978-0-86327-296-7
- The De Danann Tales 2: Earthlord (1992) ISBN 0-86327-343-2; ISBN 978-0-86327-343-8
- The De Danann Tales 3: Firelord (1994) ISBN 0-86327-385-8; ISBN 978-0-86327-385-8
- The Alchemyst: The Secrets of the Immortal Nicholas Flamel (2007) ISBN 0-552-55709-9; ISBN 978-0-552-55709-2
- The Magician: The Secrets of the Immortal Nicholas Flamel (2008) ISBN 0-552-55723-4; ISBN 978-0-552-55723-8
- The Sorceress: The Secrets of the Immortal Nicholas Flamel (2009) ISBN 0-385-61312-1; ISBN 978-0-385-61312-5
- The Necromancer: The Secrets of the Immortal Nicholas Flamel (2010) ISBN 0-385-73531-6; ISBN 978-0-385-73531-5
- The Warlock: The Secrets of the Immortal Nicholas Flamel (2011) ISBN 0-385-73533-2; ISBN 978-0-385-73533-9
- The Enchantress: The Secrets of the Immortal Nicholas Flamel (2012) ISBN 0-385-73535-9; ISBN 978-0-385-73535-3
- The Secrets of the Immortal Nicholas Flamel: The Lost Stories Collection (2021) ISBN 0-593-37690-0; ISBN 978-0-593-37690-4